# Historia de un amor
Historia de un amor é uma telenovela mexicana, produzida pela Televisa e exibida em 1971 pelo El Canal de las Estrellas.

## Elenco
- Jorge Mistral
- María Elena Marqués
- Fernando Mendoza
- Miguel Manzano